# مؤسسه ملی تحقیقات جمعیت و تأمین اجتماعی ژاپن
مؤسسه ملی تحقیقات جمعیت و تامین اجتماعی ژاپن (انگلیسی: National Institute of Population and Social Security Research) یک موسسه تحقیقاتی ملی در ژاپن است. این موسسه در سال ۱۹۹۶ از طریق ادغام مؤسسه مشکلات جمعیت (۱۹۳۹–۱۹۳۹) و مؤسسه تحقیقات توسعه اجتماعی (۱۹۶۵–۱۹۶۵) تأسیس شد. این موسسه وابسته یا کنسرسیوم وزارت وزارت بهداشت، کار و رفاه است.